# هنري منتسبرغ
هنري منتسبرغ (بالإنجليزية: Henry Mintzberg) هو كاتب وأكاديمي رائد يدرس حالياً في كندا وله من الأبحاث ما يزيد على 150 بحثاً ولديه 15 كتاباً في العلوم الإدارية ومن أشهر دراساته ما كتب حول أنماط الهياكل الإدارية. يشتهر منتسبرغ بنقده المستمر للجامعات التي تدرس إدارة الأعمال ومحاولاتها الحثيثة لتحويل علم الإدارة إلى علم رقمي محض بدلا من معاملة الإدارة على أنها فن وعلم اجتماعي في المقام الأول. يشتهر منتسبرغ أيضاُ بأنه دائم الانتقاد لشركات الاستشارات الإدارية على الرغم من فوزه عدة مرات بجوائز مقدمه من شركة ماكنزي تكريماً له على أعماله الأكاديمية.